# Crònica del rei Pere

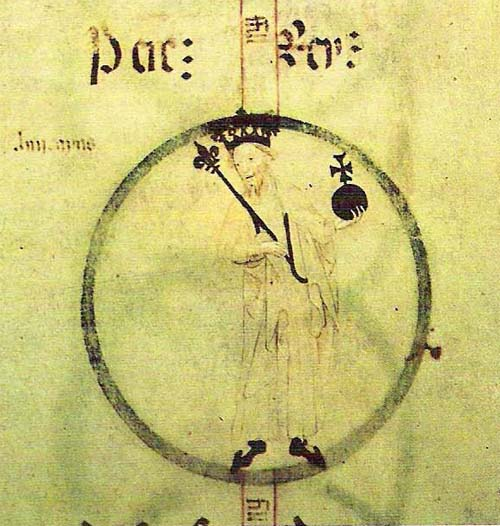
Pietro III nel rotolo membranaceo della genealogia d'Aragona del Monastero di Santa Maria di Poblet, redatta nel 1400 per ordine di Martino I di Aragona

La Crònica del rei Pere (Cronaca del re Pietro) è un'importante opera storiografica medievale, in lingua catalana, risalente al XIII secolo, concernente l'epoca di regno di Pietro III d'Aragona (1276 - 1285). Non va confusa con il Llibre del rei en Pere e dels seus antecessors passats di Bernat Desclot.

## Contenuti

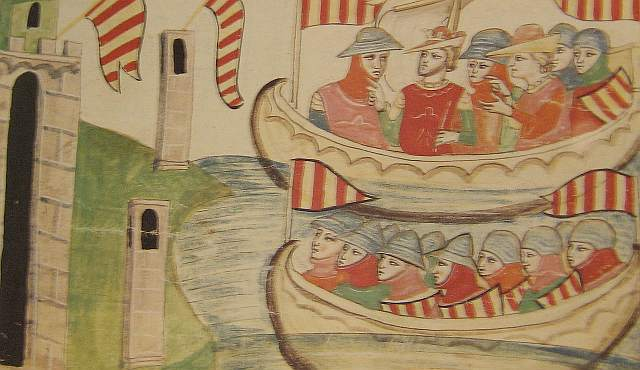
Pietro il Grande sbarca in Sicilia dopo i Vespri (manoscritto chigiano della Nova Cronica di Giovanni Villani, Biblioteca Vaticana)

Nella parte che si conserva, l'opera si occupa parzialmente dei Vespri siciliani e dell'invasione francese della Catalogna. Su tali eventi, il cronista si mostra bene informato e riporta fatti taciuti da altre cronache catalane, tanto da indurre a pensare che l'opera sia frutto della redazione di un testimone diretto, la cui posizione doveva essere molto prossima alla cerchia del re aragonese.

## Importanza
Tali caratteristiche sono anche le stesse che conferiscono un notevole pregio alla cronaca. Quest'opera, peraltro, fu utilizzata anche da Ramon Muntaner quale fonte primaria della sua opera cronachistica nella prima metà del Trecento, la cosiddetta Crònica de Ramon Muntaner.

## Autore
L'autore rimane tuttora sconosciuto. 

### L'ipotesi su Galceran de Tous
Le caratteristiche dell'opera, unitamente al carattere "marcatamente ecclesiastico" della redazione, sono tra i motivi che ne hanno suggerito un tentativo di accostamento, puramente congetturale, alla figura di Galceran de Tous, monaco dell'abbazia cistercense di Santa Maria de Santes Creus (Reial Monestir de Santa Maria de Santes). Il monaco Galceran appartenne infatti alla più intima cerchia di Pietro III d'Aragona, dal quale ricevette delicati incarichi diplomatici.